# Koinè giudaica greca
La Koinè giudaica greca (o giudaismo ellenistico) è una variante linguistica della lingua greca comune (koinè) parlata al tempo di Alessandro Magno e dell'ellenismo, che in sostanza coincideva con il dialetto attico. 
Questa variante fu diffusa da ebrei di lingua greca al tempo della diaspora e risente in parte della loro lingua madre.
Tale variante linguistica è stata attribuita ad un certo numero di testi composti in dialetto alessandrino: principalmente la prima traduzione della Bibbia in greco ellenistico (la Septuaginta) e la relativa letteratura, ma anche ad alcuni testi ebraico-greci provenienti dalla Palestina. Anche se è chiamato greco biblico o greco della Septuaginta, in realtà non coincidette con una singola opera o con la letteratura ad essa collegata, ma ha caratterizzato un insieme di autori e un corpo di scritti non ancora cristiani, come furono le opere del filosofo Filone Alessandrino.
È quindi opportuno intendere la koinè giudaica come un fatto religioso e letterario, piuttosto che come un mero fenomeno linguistico.

## Caratteristiche
Una sintassi semplificata e la presenza di un lessico meno particolareggiato e meno ricco di accenti e sfumature, erano tipiche della lingua ebraica antica rispetto al greco antico: quasi-assenza di declinazioni del nome e coniugazioni del verbo, ampiezza di significato coperta dalle parole (es. i nomi dei gradi di parentela pur trattandosi di una società di tipo patriarcale: primo cugino reso con la locuzione ben-dod, figlio dello zio), ecc.

Simili proprietà linguistiche contraddistinguono anche la cosiddetta koinè giudaica greca rispetto al Ievanico o lingua giudaico-greca, parlata dai Romanioti, una presenza ebraica in terra greca che risale ai tempi dell'esilio babilonese.  Secondo il Nuovo Testamento San Paolo, che parlava ebraico e greco, già due secoli prima aveva pregato e predicato presso numerose sinagoghe ebraiche in Grecia (e all'Areopago di Atene), segno di una religiosità e di una lingua che potevano presentare comunanze significative. In Grecia, era viva l'opera di Giovanni apostolo ed evangelista.

## Storia
La prima trattazione del concetto di giudaismo ellenistico risale ad Henry Barclay Swete nel quarto capitolo del suo Introduction to the Old Testament in Greek.
L'enfasi posta sulle peculiari differenze del greco della Septuaginta rispetto agli testi greci dello stesso periodo è stata in larga misura messa in discussione dagli studiosi successivi, a seguito della scoperta e analisi comparativa di un considerevole numero di papiri e di iscrizioni composti in koinè non giudaica.
A partire da Swete, la teoria di una lingua greca attica e giudaica, comune con il greco della Septuaginta è stata ulteriormente ampliata, collocando la Septuaginta nel più esteso contesto delle opere ebraiche risalenti allo stesso periodo, arrivando a comprendere anche la scoperta dei Manoscritti del Mar Morto.
Nessun autore antico o medioevale ha mai riferito o riconosciuto l'esistenza di un dialetto giudaico della lingua greca, e gli stessi giudei non ebbero mai un termine proprio per indicare una lingua o etnia ebraica di lingua greca.
La tesi generalmente condivisa nel mondo accademico è che non esistano differenze degna di particolare nota fra la cosiddetta Koinè giudaica greca e i testi in koinè greca pagani che nel XX secolo si è iniziato a chiamare con l'espressione di  "greco giudaico". E questo argomento è valido anche per la lingua del Nuovo Testamento.
A causa del prevalente influsso della Septuaginta, la letteratura subapostolica e la prima patristica greca del III secolo da un lato si possono considerare un' "estensione" del greco classico (il platonismo, così come le opere greche degli autori non cristiani cui la patristica si rapportava), e dall'altra del greco giudaico di età ellenistica. Ciò vale anche in relazione alla finalità apologetica (paratheke) e di evangelizzazione (o di proselitismo) di vita ed opere di vari autori cristiani del III secolo.
Soltanto mille anni più tardi fece la sua comparsa storica un vero dialetto giudaico del greco: lo ievanico.

## Grammatica
La grammatica della koinè greca presenta propri aspetti innovativi in alcune aree, ma i testi giudaici greci sono generalmente paragonabili a quelli dei gentili, con l'eccezione di alcuni semitismi grammaticali. Come è ragionevole attendersi, numerosi testi giudaici sembrano non evidenziare particolari differenze rispetto alla koinè greca attica comune degli autori non cristiani.
Autori come Flavio Giuseppe e Filone di Alessandria che si rivolgono prevalentemente a lettori non cristiani, conservano un livello stilsitico e grammaticale notevolmente superiore a quello degli altri testi pagani fino a noi pervenuti.

## Neologismi
La principale differenza fra la Septuaginta – e letteratura connessa – e i testi greci contemporanei non giudaici, è la presenza di un certo numero di neologismi e di una diversa semantica di alcune parole greche preesistenti.
Ciò sarebbe in buona parte dovuto ai contenuti rivelati nella Bibbia, del tutto nuovi per il mondo greco, e all'esigenza di trovare loro una adeguata corrispondenza lessicale e semantica. Un esempio antecedente si trova nel Vangelo di Giovanni, nella centralità del concetto di Logos (Dio Uno e Trino) e del prossimo intesi in un'accezione di queste parole del tutto nuova e assente nel greco classico. Tuttavia, gli Hapax legomenon non sempre sono dei neologismi veri e propri, data la particolare natura degli argomenti trattati nella Septuaginta.
Non si dovrebbero considerare neologismi le parole della Septuaginta nate dall'unione di due parole già esistenti, anche se di origine ebraica.
Esempi
- sabbatizo (σαββατίζω): "osservare lo Sabbath"
- pseudoprophetes (in greco ψευδοπροφήτης): "falso profeta" (i testi in greco classico usano ψευδόμαντις, pseudomantis)